# 이윤희 (기자)
이윤희(1977년 12월 14일 ~ )는 대한민국의 KBS 보도본부의 기자 겸 앵커이다. 서울특별시 출신이다.

## 학력
- 이화여자대학교 신문방송학과 학사

## 경력
- 2001년 3월 :  KBS 27기 공채 기자
- 2002년 : KBS 보도본부 정치팀, 국제팀, 사회팀 기자
- 2008년 : KBS 앵커
- 2024년 2월 ~ : 유튜브 경제한방 진행, 제작

## 진행

### 뉴스 및 TV 프로그램
| 연도        | 방송사 | 제목                            | 담당 | 비고                                                                             |
| ----------- | ------ | ------------------------------- | ---- | -------------------------------------------------------------------------------- |
| 2008 ~ 2010 | KBS2   | KBS 8 뉴스타임                  | 진행 | 2008년 11월 17일 ~ 2010년 5월 7일 여성 2명 앵커 (정세진 前 아나운서와 같이 진행) |
| 2015        | KBS1   | KBS 뉴스 12                     | 진행 | 2015년 1월 2일 ~ 11월 27일                                                       |
| 2017 ~ 2018 | KBS1   | 생방송 일요토론                 | 진행 | 2017년 9월 3일 ~ 2018년 5월 13일                                                 |
| 2019 ~ 2020 | KBS2   | KBS 아침 뉴스타임 "친절한 뉴스" | 진행 | 2019년 ~ 2020년 6월 26일                                                         |
| 2020 ~ 2023 | KBS2   | 통합뉴스룸ET                    | 진행 | 2020년 7월 6일 ~ 2023년 5월 25일                                                 |
| 2023        | KBS1   | KBS 뉴스라인 W                  | 진행 | 2023년 5월 29일 ~ 11월 10일                                                      |
| 2023 ~ 2024 | KBS1   | KBS 뉴스 12                     | 진행 | 2023년 11월 14일 ~ 2024년 5월 17일                                               |
| 2024 ~ 2025 | KBS2   | 경제콘서트                      | 진행 | 2024년 5월 20일 ~ 2025년 3월 6일                                                 |
| 2025 ~ 현재 | KBS1   | KBS 뉴스 9 주말                 | 진행 | 2025년 3월 15일 ~ 현재 단독 진행                                                 |